# Hellmut Arnold (Geologe)
Hellmut Arnold (* 26. Oktober 1912 in Kiel; † 19. Juni 1986 in Fjone, Norwegen) war ein deutscher Geologe und Paläontologe. Er war am Geologischen Landesamt Nordrhein-Westfalen beschäftigt und befasste sich besonders mit der Kreide  des Münsterlands (Stratigraphie, Paläontologie).

## Leben
Arnold war der Sohn eines Ingenieurs und studierte nach dem Abitur ab 1932 Geologie in Tübingen, Kiel (1933/34) und Breslau, wo er 1937 promoviert wurde (Die periglaziale Abtragung im Eulengebirge). Nach kurzer Assistententätigkeit in Aachen bei Hans Breddin (1900–1973) ging er 1938 zur Preußischen Geologischen Landesanstalt (PGLA), bei der er an der Geophysikalischen Reichsaufnahme in Mecklenburg und Niederösterreich beteiligt war. Ab 1941 war er Wehrgeologe in Russland und Südosteuropa und nach kurzer sowjetischer Kriegsgefangenschaft ab 1945 am Hygiene-Institut in Hamburg. Ende der 1940er Jahre kartierte er auf Honorarbasis im staatlichen Auftrag im Münsterland und war ab 1950 an der Geologischen Landesstelle von Nordrhein-Westfalen angestellt mit Kartierungen im Münsterland, Gelsenkirchen und Bielefeld. Außerdem beriet er den Steinkohlebergbau bezüglich des Kreide-Deckgebirges. 1961 wurde er Dezernent in der Geologischen Landesaufnahme von Ostwestfalen und ab 1964 auch für das Münsterland. Zuletzt war er Oberlandesgeologe und Geologiedirektor, 1975 ging er aus Gesundheitsgründen in den Vorruhestand. Er starb 1986 während eines Urlaubs in Norwegen. 
Er war an den Geologischen Karten 1:200.000 von Hannover und Bielefeld beteiligt und den Geologischen Karten 1:100.000 von Gütersloh und Münster (1959, mit Erläuterungen 1960 zusammen mit H. Bode, Heinrich Wortmann und Beiträgen von Herbert Karrenberg, Rolf Teichmüller).

## Schriften
- Das südliche Münsterland als Schnittflächen-Landschaft, Z. Dt. geol. Ges., Band 104, 1953, S. 529–531
- Ein aufgedecktes würmperiglaziales Frostspalten-Polygonnetz bei Gütersloh. - Z. Dt. Geol. Ges., Band 105, 1953, S. 127–152.
- Zur Stratigraphie des Westmünsterländer Santons und Campans, Z. Dt. Geol. Ges., Bd. 105, 1953, S. 544–588.
- Methodik und Auswertung hydrochemischer Untersuchungen im Düsseldorfer Raum, Z. Dt. Geol. Ges., Band 106, 1954, S. 183–202.
- Hydrochemische Studien im Düsseldorfer Raum, Geol. Jb., Band 69, 1955, S. 481–489
- Die Haltener Sande und ihre Fauna, Fortschr. Geol. Rheinld. u. Westf., Band 7, 1956, S. 67–84
- Fossilliste für die Münsterländer Oberkreide, Fortschr. Geol. Rheinld. u. Westf., Band 7, 1956, S. 309–330
- Nachweis subherzyner Störungen im Münsterland, Z. Dt. Geol. Ges., Band 109, 1957, S. 265–281.
- Das Deckgebirge-Profil des Schachtes Graf Bismarck 10, Geol. Jb., Band 74, 1957, S. 313–315
- Nachweis subherzyner Störungen im Münsterland, Z. Dt. geol. Ges., Band 109, 1958, S. 266–269
- Morphologische Probleme an der oberen Möhne, Z. Dt. Geol. Ges., Band 111, 1959,  S. 739–781.
- Die Fauna des Essener Grünsandes und ihre Erforschung seit Goldfuss, Z. Dt. Geol. Ges., Band 113, 1961, S. 600–624.
- Berghauptmann von Dechen und seine Bedeutung für die Geologie seiner Zeit, Z. Dt. Geol. Ges., Band 114, 1962, S. 698–721.
- Regionalgeologische Betrachtungen zum Kreideprofil der Bohrung Münsterland 1, Fortschr. Geol. Rheinld. u. Westf., Band 11, 1963, S. 459–468
- Die höhere Oberkreide im nordwestlichen Münsterland, Fortschr. Geol. Rheinld. u. Westf., Band 7, 1964, S. 649–678
- Einige gesteinsphysikalische Daten vom Hottenstein, Decheniana, Band 118, 1965, S. 107–108
- Das Quartär im Landkreis Coesfeld, in: Der Landkreis Coesfeld 1816–1966, Kreisverwaltung Coesfeld 1966, S. 211–216
- Das Obercampan des Stemweder Berges bei Haldem und seine Fauna, Veröff. Überseemuseum Bremen, A3, 1968, S. 274–342
- Morphologisch-hydrologische Einheiten der Oberen Ems und Bemerkungen zur Flußgeschichte des Münsterlandes, Mitt. geol. Ges. Essen, Band 8, 1978, S. 99–108
- Erfahrungen bei Entwurf und Gebrauch geologischer Übersichtskarten in Nordrhein-Westfalen, Natur- und Landschaftskde. Westf., Band 16, 1980, S. 63–68.
- Kein Römerkanal am Niederrhein, Band 49, 1983, S. 67